# Francisco González Ledesma

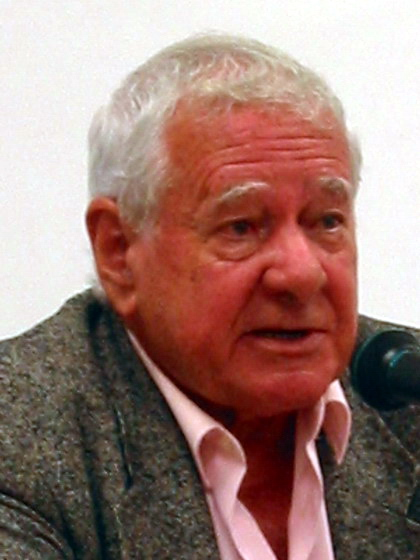
Francisco González Ledesma

Francisco González Ledesma (ur. 17 marca 1927 w Barcelonie, zm. 2 marca 2015 w Barcelonie) – hiszpański pisarz, adwokat, dziennikarz, autor powieści kryminalnych i noir o zabarwieniu społecznym oraz komiksów. Publikował pod własnym nazwiskiem, a także pod pseudonimami Silver Kane oraz Enrique Moriel. Na język polski została dotychczas przetłumaczona jego powieść Miasto poza czasem.

## Życiorys
Francisco González Ledesma urodził się i wychował w Barcelonie, w biednej dzielnicy Poble Sec. W 1948 roku, w wieku 21 lat, otrzymał Międzynarodową Nagrodę José Janes dla najlepszej powieści za Sombras Viejas. Książka została jednak poddana cenzurze przez reżim generała Franco, a nazwisko młodego, utalentowanego pisarza trafiło na czarną listę.
Do czasu powrotu demokracji w Hiszpanii pisarz publikował jedynie popularne powieści i westerny pod pseudonimem Silver Kane, a także zajmował się tworzeniem scenariuszy do komiksów. W tym czasie ukończył również prawo, ale rozczarowany realiami pracy adwokata, rozpoczął studia dziennikarskie oraz zaczął pisywać do: „El Correo Catalán” i „La Vanguardia”; w obu dotarł do stanowiska redaktora naczelnego. W 1966 roku był jednym z założycieli podziemnej Demokratycznej Grupy Dziennikarzy, zajmującej się walką o wolność słowa w prasie.
Od końca lat 70., po transformacji ustrojowej w Hiszpanii, Ledesma zaczyna publikować pod własnym nazwiskiem. W 1983 roku powieść El expendiente Barcelona, została finalistką nagrody Blasco Ibáñez. Była to pierwsza z cyklu kilkunastu książek, których głównym bohaterem jest inspektor Méndez. Powieść została przetłumaczona na francuski i od tamtej pory pisarz zyskał dużą popularność we Francji. W 1984 roku za powieść Crónica sentimental en rojo otrzymał prestiżową nagrodę Premio Planeta. W 2003 roku, za Cinco mujeres y media, dostał Nagrodę im. Dashiella Hammetta przyznawaną przez międzynarodowe stowarzyszenie pisarzy powieści detektywistycznych.

## Polskie przekłady
- Miasto poza czasem (2007, La ciudad sin tiempo), jako Enrique Moriel